# Crocidocnemis
Crocidocnemis is een geslacht van vlinders van de familie van de grasmotten (Crambidae), uit de onderfamilie van de Spilomelinae. De wetenschappelijke naam voor dit geslacht is voor het eerst gepubliceerd in 1889 door William  Warren. Warren beschreef ook de eerste soort uit het geslacht, Crocidocnemis pellucida Warren, 1889, die als typesoort is aangeduid.

## Soorten
- C. pellucida Warren, 1889
- C. pellucidalis (Möschler, 1890)